# 朱利奥·克洛维奥
朱利奥·克洛维奥（Giulio Clovio，1498年—1578年），文艺复兴时期欧洲克罗地亚插图画家。他主要在维也纳和神圣罗马帝国的宫廷中从事创作。他為亞歷山德羅·法爾內塞樞機委託製作的泥金裝飾手抄本法爾内塞的祈祷书（现藏于美国纽约皮尔庞特·摩根图书馆）是其杰作之一。

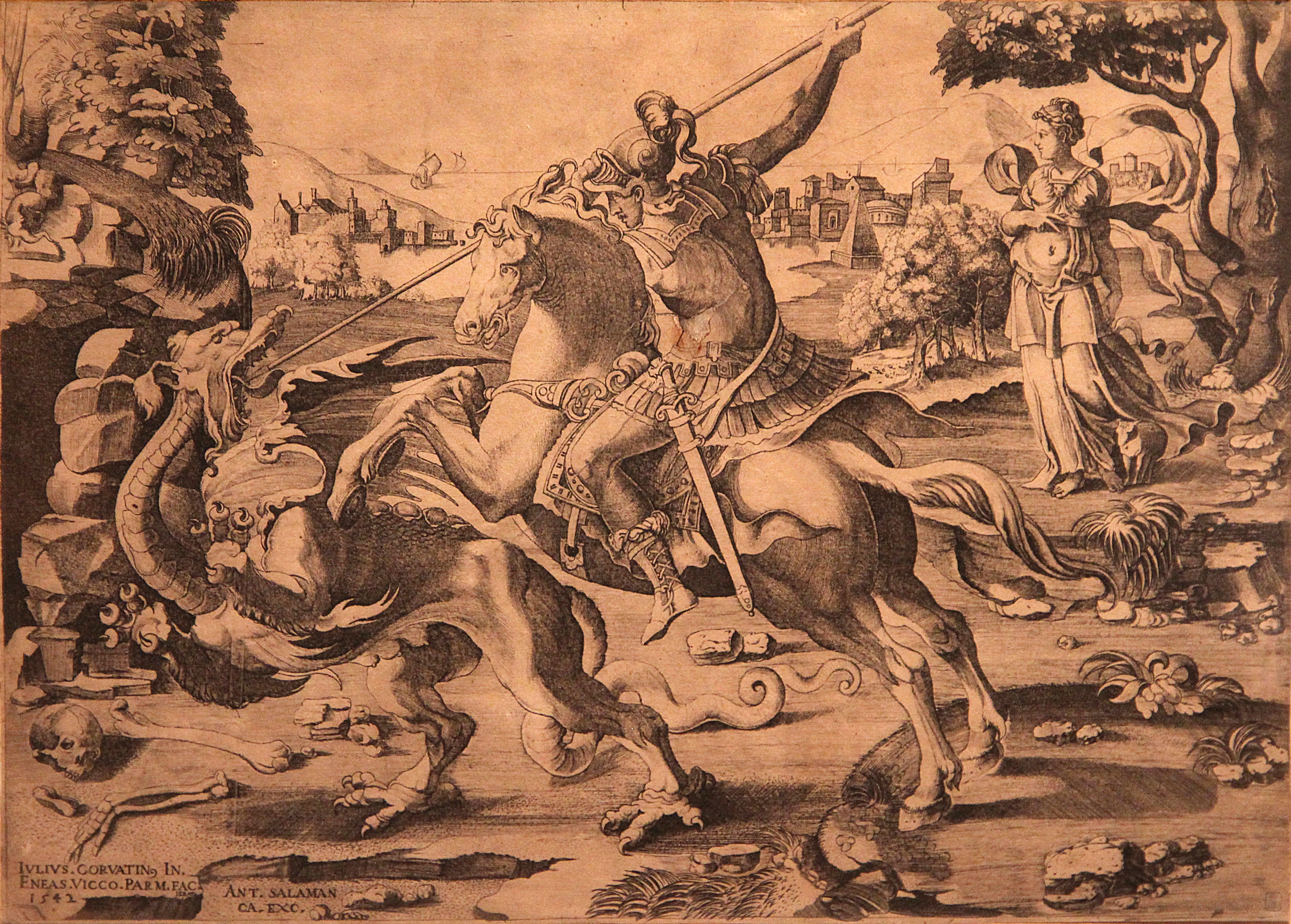
朱利奧·克洛維奧（1522年）之後由內閣·埃斯奈·維科雕刻。

## 扩展阅读
- Bradley, John W. . Kessinger Publishing. 2004 (modern reprint). ISBN 1-4179-4605-9. ISBN 9781417946051.